# 阿不都·剌迪甫
阿不都·剌迪甫(1420-1450年5月9日)，帖木兒曾孫，兀魯伯长子，作為帖木兒帝国統治者统治河中。
阿不都最先作為巴里黑總督，曾幫助父親取得赫拉特城。但阿不都被父親兀魯伯驅逐出撒馬爾罕，據說原因是因為兀魯伯对数学和占星术有研究，根据占星预言，得知自己将被儿子杀死，于是就将其子放逐。他在兀魯伯1449年遠征呼羅珊時叛亂，並在撒馬爾罕附近的Dimashq俘虜了兀魯伯。兀魯伯決定向阿不都投降，並去麥加朝聖，但阿不都在中途殺了他。阿不都因殺害自己父親，因此有一著名绰号Padarkush（弑父者），幾天後阿不都也殺害他的兄弟阿不都·阿齊茲，並取得王位。阿不都獲得王位後統治只持續了六個月，1450年5月就被兀魯伯的忠仆所杀，後來王位給了阿不都的堂弟阿卜杜拉·米爾扎，不過他沒多久也被卜撒因處決掉。

## 子嗣
- 阿不都·拉扎克

- 艾哈迈德

- 穆罕默德·巴吉尔

- 穆罕默德·久尔奇